# Hydrotaea australis
Hydrotaea australis är en tvåvingeart som beskrevs av Malloch 1923. Hydrotaea australis ingår i släktet Hydrotaea och familjen husflugor. Inga underarter finns listade i Catalogue of Life.